# Tarnoruda (obwód chmielnicki)
Tarnoruda (ukr. Тарноруда) – wieś na Ukrainie w rejonie wołoczyskim obwodu chmielnickiego.